# Pfarrkirche St. Anton an der Jeßnitz

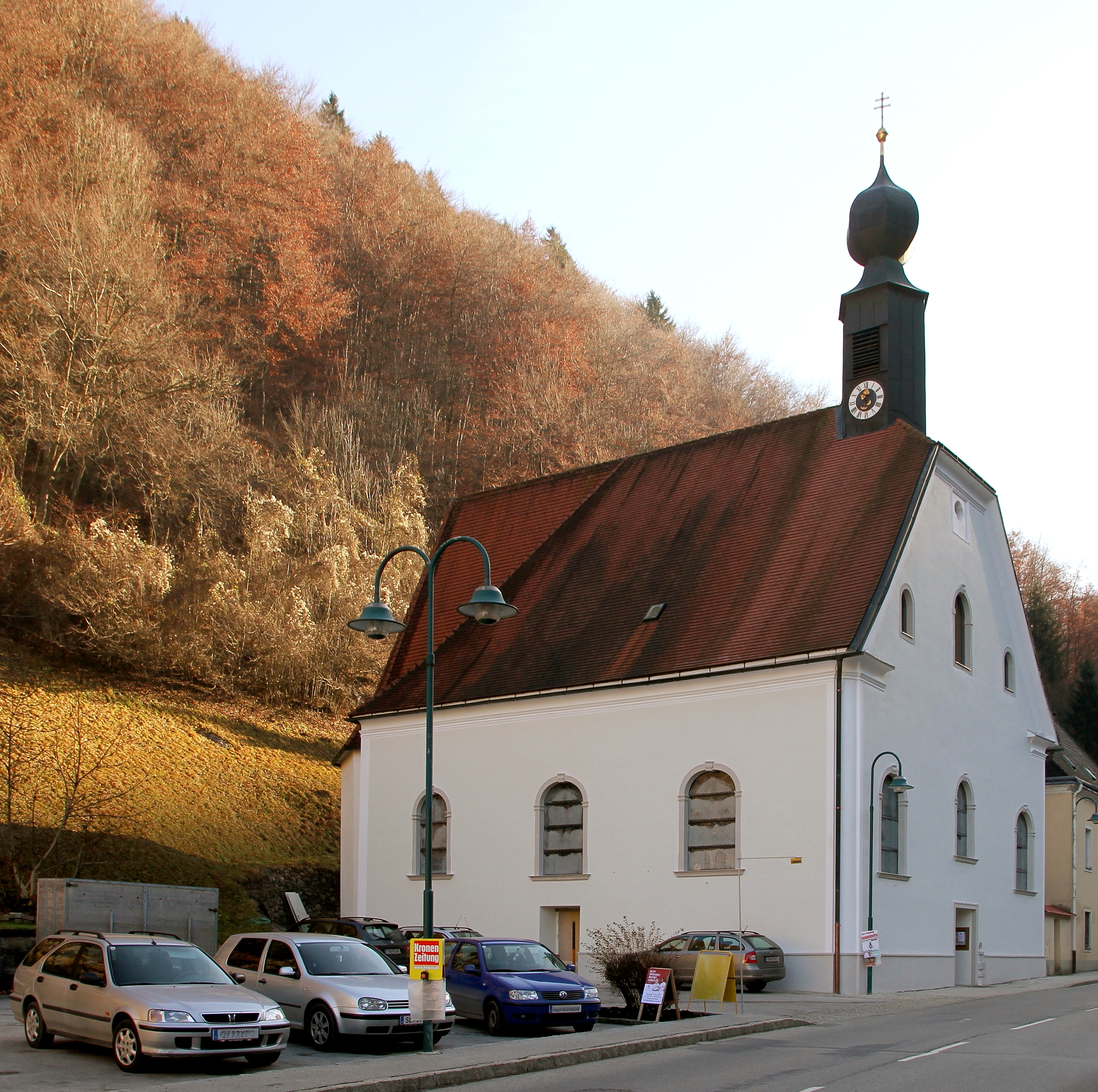
Katholische Pfarrkirche hl. Antonius von Padua in St. Anton an der Jeßnitz

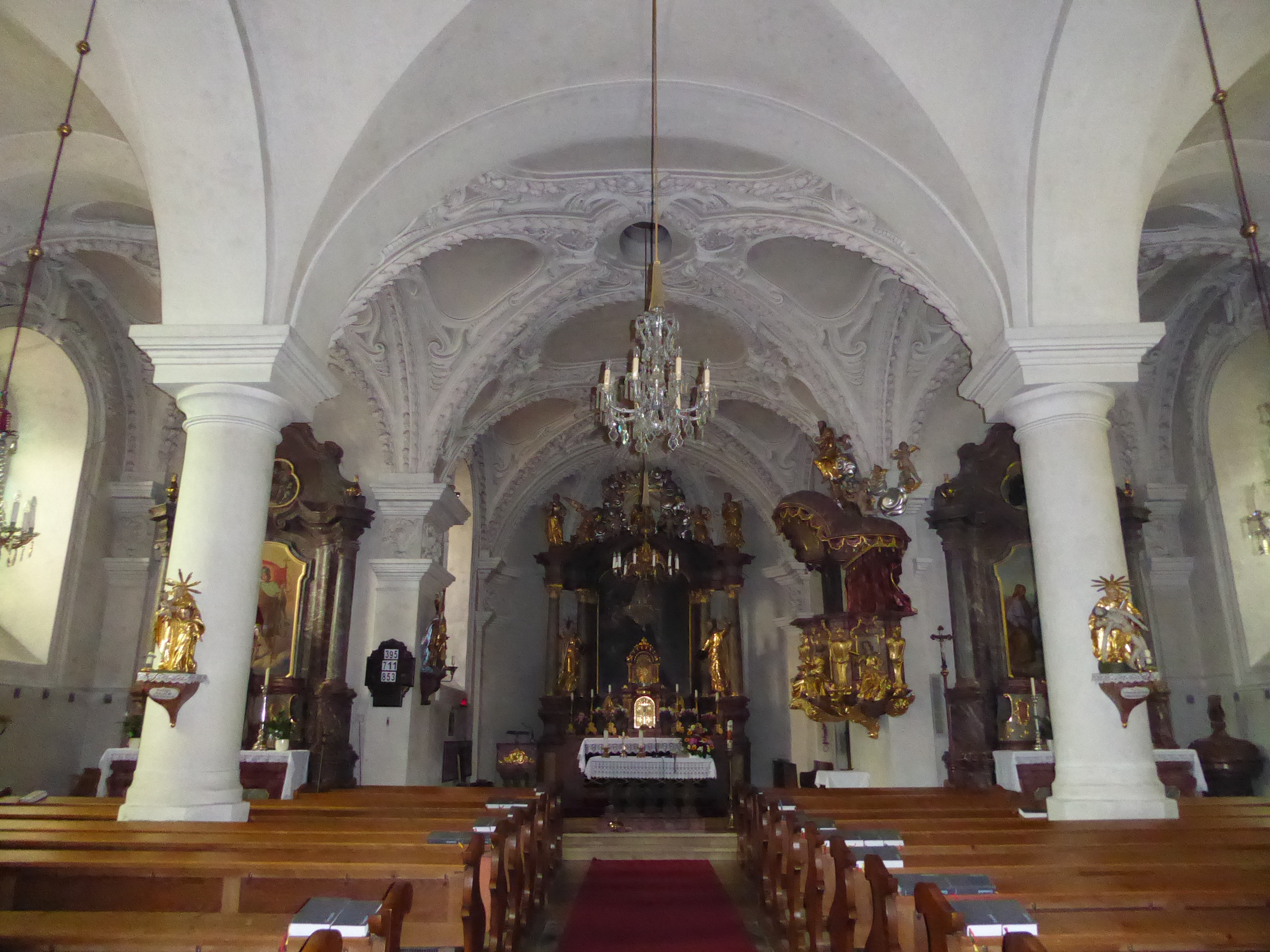
Langhaus, Blick zum Chor

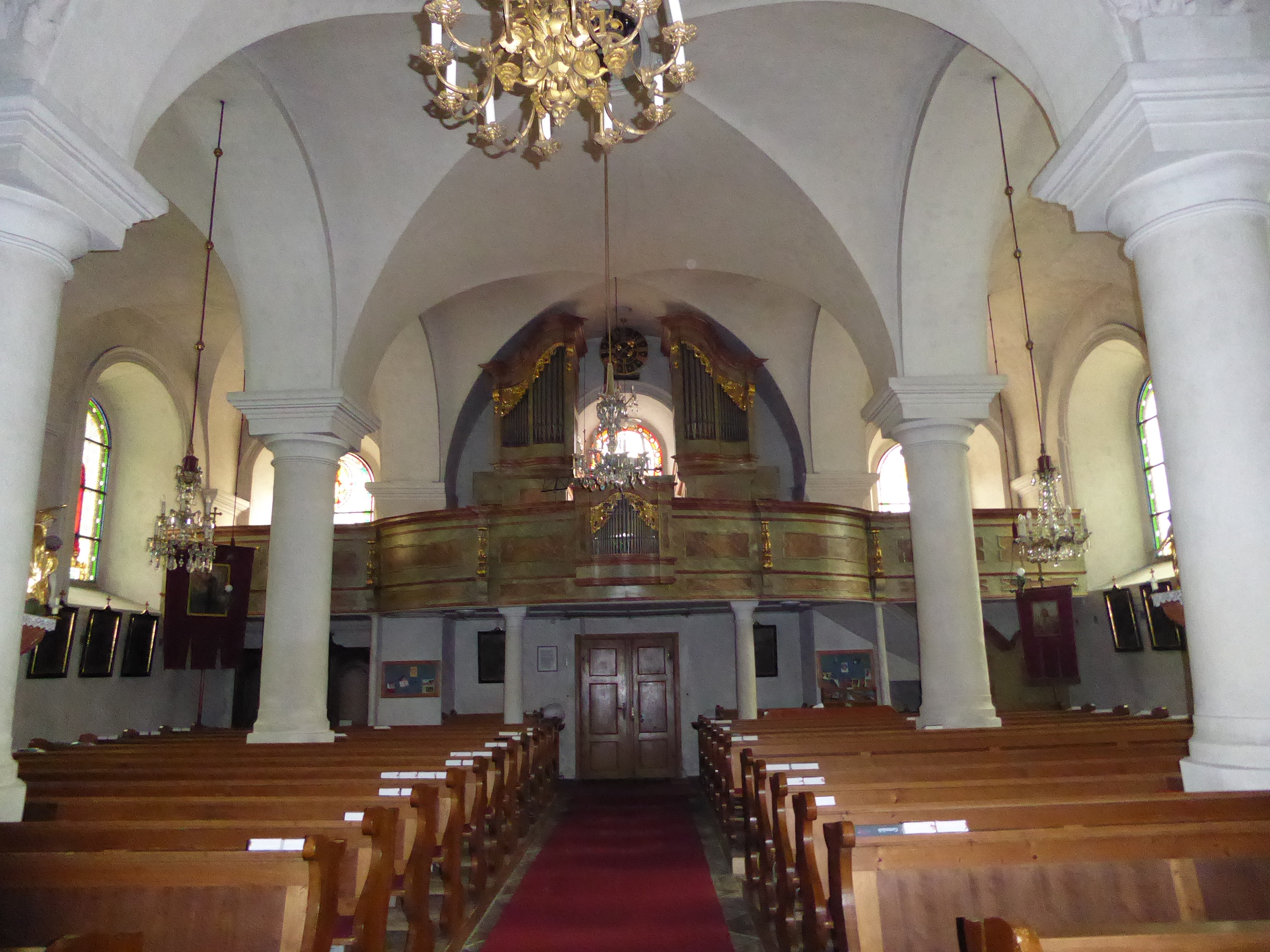
Langhaus, Blick zur Empore

Die römisch-katholische Pfarrkirche St. Anton an der Jeßnitz steht mitten im Ort der Gemeinde St. Anton an der Jeßnitz im Bezirk Scheibbs in Niederösterreich. Die dem Patrozinium des Heiligen Antonius von Padua unterstellte Pfarrkirche gehört zum Dekanat Scheibbs in der Diözese St. Pölten. Die Kirche steht unter Denkmalschutz (Listeneintrag).

## Geschichte
Die 1683 erbaute und 1691 geweihte Filialkirche der Pfarrkirche Scheibbs stand unter dem Patronat der Kartause Gaming. Im Jahr 1760 stürzte der Westturm und das Langhausgewölbe im Zuge eines Brandes ein, danach erfolgte ein provisorischer Wiederaufbau mit einem Dachreiter. Die Pfarre wurde 1785 gegründet. Die Kirche wurde 1949 innen und 1980 außen restauriert.

## Architektur
Die frühbarocke Hallenkirche mit einem durchlaufenden gestaffelten Chor hat einen westlichen Dachreiter und Anbauten.
Das ungegliederte Langhaus unter einem Schopfwalmdach hat an der Westfront gerundete Ecken und rundbogige Fenster mit Steingewänden. Das schlichte Westportal hat seitlich einen eingemauerten balusterförmigen Opferstock. Der hexagonale Dachreiter von 1928/1929 trägt eine Zwiebelhaube. Der östliche polygonal vortretende Mittelchor hat im südlichen Chorwinkel eine fluchtende zweigeschoßige Sakristei mit einem Oberlichtportal mit einer Eisenplattentür.
Das Kircheninnere zeigt sich in gedrückten Proportionen von 1691 mit stuckleistengerahmten korbbogigen Fensternischen. Das dreischiffige zweijochige Langhaus um 1760/1762 ist eine kreuzgratgewölbte Säulenhalle mit Scheidbögen mit gekappten Wandpilastern und einem ovalen stuckierten Heilig-Geist-Loch. Die hallenbreite gezimmerte Westempore auf einem Steinsäulenpaar um 1760/1762 hat einen seitlichen Aufgang und eine stehvolutengegliederte zweifach gestaffelte Konvexbrüstung. Der Chor von 1691 ist ein- bis zweijochig mit einem Dreisechstelschluss und hat ein Kreuzgratgewölbe, frühbarockem Stuck aus Rollwerkfelder und Girlanden über Wandvorlagen mit Gebälk, im Mittelchor gibt es südlich ein schlichtes Stegrahmenportal zur tonnengewölbten Sakristei. Das Obergeschoß der Sakristei hat eine Stuckfelderdecke und ist stichbogig zum Mittelchor geöffnet.

## Ausstattung
Die Glasmalerei im Chor zeigt hl. Maria 1903, Taufe Christi 1907, hl. Antonius von Padua 1903, im Langhaus die Heiligen Elisabeth von Thüringen 1903, Barbara 1902, Josef 1902, Leopold 1903, Cäcilia 1904 zwischen Ornamentfenstern mit Medaillons Herz Jesu bzw. Herz Mariä 1907.

## Einrichtung
Der Hochaltar um 1740 hat einen geschwungenen Doppelsäulenaufbau und zeigt das Altarblatt Vision des hl. Antonius von Padua und trägt die Statuen der Heiligen Peter und Paul und am Wolkenauszug die Halbfigur Gottvater in einem Engelkranz zwischen den Statuen der Heiligen Barbara und Katharina. Der historistische Tabernakel hat eine Aussetzungsnische.
Der Kreuzweg um 1900 hat die Art von Josef von Führich.
Die Orgel um 1800 hat ein zweiteiliges Gehäuse und ein Brüstungspositiv von Peter Hölzl. Ein Glocke nennt Franz Josef Scheichel 1761.